# Zionistische Studentinnengruppe
Je eine Zionistische Studentinnengruppe (ZiSt) entstand erstmals zu Beginn der 1930er Jahre in Frankfurt am Main und in Berlin. Deren Gründungen war eine Reaktion der Betroffenen auf den Zuwachs an Studentinnen an den deutschen Hochschulen, der auch mit der Zunahme jüdischer Studentinnen einherging. Eine adäquate Repräsentanz innerhalb der jüdischen Studentenorganisationen existierte für sie – anders etwa als in den politischen Studentenvereinigungen wie zum Beispiel in der Frankfurter Roten Studentengruppe – allerdings nicht. Wie die Liste jüdischer Studentenverbindungen aufweist, gab es zu der Zeit in Deutschland zwar 73 jüdische Studentenverbindungen, die in unterschiedlichen Dachverbänden organisiert waren, doch nur zwei von ihnen sind als explizit weiblich ausgewiesen. Dass Frauen im jüdischen Verbindungswesen nur eine marginale Rolle spielten, führte der Autor „H.G.“ – Mitglied im  KJV – auch zwei Jahre nach der Gründung der ersten ZiSt-Gruppen auf „die merkwürdigsten Vorstellungen“ zurück, die in den Verbindungen – „besonders unter den Alten Herren“ – im Hinblick auf die aktive Teilnahme von Frauen am Verbindungsleben vorherrschen.:S. 140 Viel Zeit, daran etwas zu ändern, blieb allerdings nicht mehr, denn nach der Machtübergabe an die Nazis wurde auch die ZiSt verboten oder die örtlichen Gruppen kamen einem Verbot durch Selbstauflösung zuvor.

## Geschichte

### Hintergründe zur Gründung der ZiSt
In der Weimarer Zeit ist ein deutlicher Anstieg von Studentinnen an den preußischen Hochschulen zu verzeichnen (1918 = 7339 Frauen; 1932 =18.315 Frauen). „Bei der Teilgruppe der jüdischen Studenten waren 1931 bereits 28% weiblichen Geschlechts; in Frankfurt z. B. erzählte man, daß ein Drittel aller Medizinstudenten jüdische Frauen seien.“:S. 40 Das war einer der Hintergründe zur Gründung der ersten Zionistischen Studentinnengruppen (ZiSt) in Frankfurt und Berlin, der schnell weitere folgten:

„Zionistische Studentinnengruppen (Zi.St.). Wir erhalten folgende Mitteilung: Da die Zahl der jüdischen Studentinnen ständig im Wachsen begriffen ist, hat sich das Bedürfnis herausgestellt, die zionistischen Studentinnen zu gemeinsamer Arbeit zusammenzufassen. Im Laufe des letzten Jahres bildeten sich deshalb zionistische Studentinnengruppen an den Universitäten Frankfurt a. M., Berlin, München, Königsberg/Pr., Leipzig, Breslau, Riga und Heidelberg. Auf dem letzten Kartelltag des K.J.V. im Februar 1931 in Hamburg trafen sich Vertreterinnen dieser Gruppen und schlossen sich zur Gesamtorganisation Zi.St. zusammen. Diese Gruppen haben es sich zur Aufgabe gemacht, eine möglichst große Zahl jüdischer Studentinnen für den Zionismus zu gewinnen und sie zu verantwortungsbewußten und zuverlässigen Mitarbeiterinnen an den großen Aufgaben unserer Bewegung zu erziehen. Wir bitten die, die uns bei der Erfassung größerer Kreise helfen können, sich zu wenden an die [hebräische Schriftzeichen] Hanna Pelz und Hertha Perlstein, Berlin-Charlottenburg 2, Bleibtreustr. 50 (Zi.St).“

 Ein weiterer Hintergrund für die Gründung der ZiSt war die auch in jüdischen Verbindungen kontrovers diskutierte Mädchenfrage.

„In letzter Zeit haben wir es mehrfach erleben müssen, daß das Leben einiger unserer Verbindungen durch das Aufrollen der „Mädchenfrage“ erheblich gestört und in Unruhe versetzt wurde. Es gibt einige Kreise unter den jüngeren Bundesbrüdern, die das Verhältnis des Kartells zur Organisation der zionistischen Studentinnen als ein Problem ansehen, das geklärt und, wenn möglich, durch Fusionierung, gelöst werden müsse.“

Um diese Frage drehte sich die gesamte Debatte, die im Juni 1932 in der Zeitschrift Der jüdische Student geführt wurde, und sie endete dort mit der Erkenntnis der ZiSt, dass „die Struktur des KJV derart über seinen Rahmen hinausgehende Zusammenschlüsse nicht zuläßt. In seiner ganzen Struktur ist das KJV eine konservative Verbindung, die ihr Ziel, ihre Mitglieder in lebenslänglicher Bundesbrüderlichkeit zusammenzuschließen, in traditionsgebundener Form zu verwirklichen trachtet.“:S. 148 Die das männerbündlerische Selbstverständnis des KJV hinnehmende Schlussfolgerung von Esther Pines lautete:

„Die bisherigen Erfahrungen haben uns nun zu der Einsicht geführt, daß für ein enges Miteinander unserer Organisationen die Voraussetzungen vorläufig nicht gegeben sind. Immerhin bleibt uns die Möglichkeit, nach außen hin gemeinsam aufzutreten und durch solche gemeinsame Außenarbeit unseren Aktionen eine größere Schlagkraft zu verleihen. Erfreuliche Ansätze hierzu finden sich z. B. bei der Zusammenarbeit im Barak. Ebenso wichtig ist die gegenseitige Unterstützung in der inneren Arbeit, die z. B. durch den Austausch von Referenten, die uns das KJV schon öfters zur Verfügung gestellt hat. bereits angebahnt ist und sicher noch weitgehend ausgebaut werden kann.
Unsere Arbeit wird in Zukunft zwar nicht auf gemeinsamen, wohl aber auf parallelen Wegen unseren gemeinsamen Zielen zustreben.“

### Zur Programmatik der ZiSt
Der auf die beiden lokalen Gründungen in Frankfurt am Main und Berlin aufbauende Dachverband, der sich als Damenverbindung neben dem KJV etablierte, mit ihm zusammenarbeitete und wie dieser in Berlin in der Bleibtreustr. 50 in Charlottenburg seinen Sitz hatte, verfügte bald, wie oben schon erwähnt, über Gruppen in weiteren Universitätsstädten. Hertha Perlstein, eine der Mitbegründerinnen der ZiSt, sprach im Juni 1932 von 9 Ortsgruppen „mit 140–150 Chawerot“ (Kameradinnen).:S. 141 Perlstein beschäftigte sich in ihrem Beitrag weniger mit dem Verhältnis zum KJV, als vielmehr mit den Zielen der Verbandsarbeit, deren oberste Richtschnur die gründliche zionistische Bildung war. Diese richtete sich nicht nur an Studentinnen, sondern darüber hinaus an berufstätige jüdische Mädchen. Dass dieser Ansatz der ZiSt, Frauen jenseits des universitären Bereichs zu organisieren, erfolgreich war, zeigt das Beispiel Frankfurts. Hier gehörten Kindergärtnerinnen, Lehrerinnen, Verkäuferinnen und Kunstschülerinnen zur Gruppe.:S. 41
Perlstein skizzierte die gründliche zionistische Bildung in einem Arbeitsprogramm, das auf zwei Säulen basiert:
- Erziehungsarbeit
Diese ist in erster Linie nach innen gerichtet und auf den Aufbau der Organisation. Bausteine sind Kurse zur Einführung in die zionistische Ideologie und Geschichte, allgemeine jüdische, geschichtliche und zionistische Probleme sowie die Verpflichtung, hebräisch zu lernen.
Zugleich geht es um die Schaffung und Stärkung eines Gruppengefühls sowie die bewusste Hinführung zur „Disziplin im Sinne von Selbstdisziplin, d. h. Treue der Sache gegenüber im Kleinen wie im Großen“. „Das Bewußtsein unserer erzieherischen Pflichten bringt uns dazu, über die Erziehung, über die Selbstdisziplin der Chawerot zu wachen und darauf einzuwirken, daß sie sich dem Zionismus, d. h. in unserem Falle der ZiSt., unterordnen, selbst wenn es nötig wird, persönliche Wünsche aufzugeben. Diesem Streben nach menschlicher Beeinflussung dienen auch die Teile unseres Programms, die geselliger Natur sind: Wanderungen, Einladungen, Singestunden, kleinere Kreise innerhalb der Gruppen.“[8]:142
- Außenarbeit als praktische zionistische Arbeit
Für Perlstein ist sie der „Prüfstein für den Erfolg unserer Erziehungsarbeit [..], der Punkt, an dem die zionistische Bewährung beginnt“. Diese Bewährung manifestiert sich darin, „wo wir können und soweit wir können [..], dem KKL und dem KH. zur Verfügung [zu] stehen“. Hinzu kommt Frauenarbeit und soziale Arbeit, die praktiziert werden muss, aber auch theoretisch reflektiert werden soll – allerdings nicht in „Diskussionen über die sozialen Fragen oder den Sozialismus überhaupt“, sondern bezogen auf die Methoden und Mittel der sozialen Arbeit. „Auseinandersetzungen um Prinzipielles“ lehnt sie ab, auch im Hinblick auf die Vorbereitung auf das Leben in Palästina. In der praktischen und wissensmäßigen Durchdringung der Lage und Stellung der Frau oder der Kindererziehung in Palästina sieht sie die „Möglichkeit, der ZiSt-Arbeit ein besonderes Gesicht zu geben“.[8]:142–143

Der Pragmatismus dieses letzten Programmpunktes, über dem als oberste Aufgabe die Vorbereitung für die Alija steht, wird abgerundet durch die Ablehnung einer „parteipolitische[n] Festlegung der ZiSt“. Diese entpuppt sich aber im Nachsatz als ein Heraushalten aus innerzionistischen Diskussionen. Perlstein postuliert: „Wir überlassen die innerzionistische Entscheidung jeder Chawera selbst.“:143 f Was so liberal klingt, lässt die Frage offen, welcher Sache gegenüber per Selbstdisziplin treu geblieben werden soll – „im Kleinen wie im Großen“. Für welche Richtung des Zionismus die ZiSt steht, wird von Perlstein nicht beantwortet.
Perlstein betont abschließend noch einmal die Verbundenheit zum KJV aufgrund organisatorischer und sozialer Gegebenheiten und hoffte für die Zukunft auf eine stärkeren Teilnahme an der Arbeit der zionistischen Frauenorganisationen, vor allem der WIZO.:144

### Das unklare Ende der ZiSt
Am 26. Februar 1933 fand in Leipzig die 3. Vollversammlung der ZiSt statt. Es ging bei der Veranstaltung um die „Haltung und Aufgaben der Zionistin“, um die Klärung innerjüdischer, zionistischer Fragen, um den „Wert und die Notwendigkeit jüdischer Formen“ und um „die Galutharbeit als Vorbereitung für Palästina“.
Wenige Monate später, im Juni 1933, veröffentlichte Hans Friedenthal in Der Jüdische Student einen Artikel über „Unsere Hachscharah“. Er sprach über die wachsende Entschlossenheit der „Bundesbrüder“, „ihre bisherigen Berufe aufzugeben und sich handwerklich oder landwirtschaftlich für Palästina vorzubereiten“, und er berichtete von dem gelungenen Aufbau eines landwirtschaftlichen Lehrguts in der Nähe von Riga. Nach der Aufzählung der Namen von 27 Bundesbrüdern, die bereits auf dem Lehrgut arbeiteten, folgt als Nachsatz: „Außerdem wurden durch uns 5 Nichtbundesbrüder und 8 Mädchen, größtenteils aus der ZiSt. dort untergebracht.“ Der Verweis auf diese „8 Mädchen“ ist der aktuell letzte Hinweis auf ZiSt-Aktivitäten nach der Machtübernahme der Nazis.

## Bekannte ZiSt-Mitglieder
- Mirjam Grünstein gehörte wie Hertha Perlstein zu den führenden Persönlichkeiten der ZiSt; belastbare biografische Daten zu ihr liegen allerdings nicht vor.[12] In dem Artikel Jüdische Wohlfahrtspflege 1932/33[13] wird sie als Vorsitzende der Zionistischen Studentinnengruppe unter der Frankfurter Adresse Oberlindau 51 erwähnt. Laut dem Frankfurter Adressbuch von 1932 war dies die Anschrift des Diplom-Ingenieurs und Chemikers Nathan Grünstein.[14] Im September 1933 erschien in Der Jüdische Wille. Zeitschrift des Kartells Jüdischer Verbindungen der Hinweis auf eine Eheschließung von Gerhard Liebes und Mirjam Grünstein. Dass es sich bei dieser Eheschließung um die der ZiSt-Aktivistin Mirjam Grünstein handeln könnte, liegt bei einer KJV-Publikation nahe, lässt sich aber nicht mit absoluter Sicherheit sagen.[15]
- Eva Hildesheimer (1914 bis 2010) hatte in Mannheim ihr Abitur abgelegt und zum Sommersemester 1932 an der Universität Heidelberg ein naturwissenschaftliches Studium aufgenommen. Sie wechselte zur Philosophie und hörte Vorlesungen bei Karl Jaspers. Während ihrer Heidelberger Zeit war sie Mitglied in der ZiSt.[2]
Nach dem Wintersemester 1932/33 beendete Eva Hildesheimer ihr Studium in Heidelberg und emigrierte gemeinsam mit ihren Eltern und Bruder Wolfgang über London nach Palästina. Nach der Gründung des Staates Israel war sie In ab den 1960er Jahren bis zu ihrer Pensionierung im Jahre 1978 unter dem Namen Hava Teltsch im israelischen Außenministerium tätig. Ihre Mitschriften aus den von ihr besuchten Veranstaltungen von Karl Jaspers übergab ihr Sohn Giora Teltsch im Juni 2024 der Universität Heidelberg.[16]
- Walia Leinwand wurde im Februar 1933 zusammen mit Mirjam Grünstein zur Leiterin der ZiSt gewählt.[9] Ob sie noch Nachfolgerinnen hatten, ist nicht bekannt, und zu Walia Leinwand gibt es auch keine weiterführenden Hinweise.
- Hanna Pelz wurde 1931 neben Hanna Perlstein als Ansprechpartnerin in der ZiSt-Geschäftsstelle erwähnt (siehe oben). Weitere Informationen über sie liegen nicht vor.
- Hertha Perlstein (* 16. Oktober 1907 in Kassel – † 17. Juni 1 988 in Kfar Yedidia) war, wie die Quellen ausweisen, eine der Gründerinnen der ZiSt.
Persönliche Daten über Hertha Perlstein sind kaum vorhanden. Sie, die auch den Namen Sara Hertha führte, stammte aus einer alten jüdischen Familie, die ursprünglich in Meimbressen beheimatet war.[17] Weitere Informationen über sie finden sich nur im Zusammenhang mit Franz Philipp Brüll (* 6. September 1907 in Offenbach am Main – † 12. November 1980 in Kfar Yedidia). Dieser „Kandidat der Medizin“ wurde am 23. Dezember 1932 in Berlin mit der in Cassel geborenen Lehrerin Sara Herta Perlstein standesamtlich getraut. Die beiden wohnten zu dem Zeitpunkt am Wikinger Ufer 2 in Berlin[18] Wann und wo die beiden sich kennenlernten ist nicht bekannt. Brüll hatte von April 1931 bis Januar 1933 an der Friedrich-Wilhelms-Universität zu Berlin Medizin studiert[19], davor in Heidelberg und Leipzig.[20] Nachdem er bereits im Januar 1930 in der Zeitschrift Der Jüdische Student eine Öffnung der jüdischen Studentenverbindungen für jüdische Studentinnen gefordert und dies damit begründet hatte, dass „deren Zahl immer mehr anwächst“ und diese für den Zionismus gewonnen werden müssten[21], präzisierte er seinen Appell im Mai-Heft der Zeitschrift: „Eine wichtige Frage ist die Frage der jüdischen Studentinnen. Wir müssen einmal davon Kenntnis nehmen, daß es eine wachsende Zahl von jüdischen Studentinnen gibt. Unser Arbeitsgebiet ist die Universität. Also nicht nur der jüdische Student. Nach dem oben gesagten halte ich natürlich jeden Versuch des K.J.V. als einen Bund von Männern durch Vollaufnahme von Mädchen zu sprengen, für unerlaubt. Die beste Lösung erscheint mir die Einrichtung von Kursabenden gemeinsam mit Studentinnen. Meine bisherigen Erfahrungen in Heidelberg und Leipzig bestätigen dies. Auf jeden Fall muß man dieses Problem einmal durchsprechen und irgendwelche Versuche machen.“[20] Diese auf ein die Geschlechterdifferenz betonendes Nebeneinander einer weiblichen und einer männlichen zionistischen Organisation hinauslaufende Argumentation scheint für Brülls spätere Ehefrau kein Problem gewesen zu sein. Für sie war das KJV zwar die Organisation, zu der engste Bindungen innerhalb der zionistischen Bewegung bestanden, weil ZiSt und KJV sich „in der sozialen Zusammensetzung der Gruppen und in unseren Arbeitsmethoden ähnlich sind“, aber eine aktive Rolle innerhalb des KJV wurde von ihr nicht reklamiert. Stattdessen orientierte sie sich für die Zukunft auf die „Teilnahme an der Arbeit der zionistischen Frauenorganisationen“, zu förderst an der Arbeit der WIZO.[8]:S. 144
 Zum weiteren Lebensweg des Paares Perlstein-Brüll gibt es nur wenige belastbare Hinweise. Der Katalog der Deutschen Nationalbibliothek verzeichnet nur seine 1933 in Luzern veröffentlichte Schrift Ueber pulsierenden Exophthalmus[22], die in Basel als Dissertation angenommen worden war. Kfar Yedidia als Sterbeort von Perlstein und Brüll weist aus, dass beiden die Emigration nach Palästina glückte.[23] Im WorldCat ist eine weitere Publikation verzeichnet, an der Franz Brüll beteiligt war: Auf dem Weg zur humanistischen Psychotherapie[24] Das passt zu seiner Erwähnung in einem Artikel über die Kinderpsychiaterin Hilde Marberg (1911–1989), von der es heißt, dass sie vor ihrer Pensionierung im Jahre 1972 „Chefärztin für Kinderpsychiatrie in der von Franz Brüll geleiteten psychiatrischen Klinik in Ramat Chen“, einem Stadtteil von Ramat Gan, war. In einem weiteren Artikel über sie wird Brüll als Professor erwähnt.[25] Ob das Brüll (Brull) Community Mental Health Center in Ramat Chen nach Franz Brüll benannt ist, ließ sich nicht verifizieren.
- Esther Pines (* 26. Januar 1911 in Riga) war eine an der Universität Basel promovierte Wirtschaftswissenschaftlerin. Sie konnte nach Palästina emigrieren, doch auch ihre Dissertation noch 1939 in Deutschland veröffentlichen.[26]